# Bergporlinge
Die Bergporlinge (Bondarzewia) sind die Typusgattung der Familie der Bergporlingsverwandten (Bondarzewiaceae). Die zähen, gestielten, mehr oder weniger graubraunen Porlinge haben keine Zystiden oder Schnallen. Das dimitische Hyphensystem besteht aus generativen Hyphen und Skeletthyphen. Typisch für die Gattung sind die stark amyloiden und grob warzig ornamentierten Sporen. Die Typusart ist Bondarzewia mesenterica, der Gemeine Bergporling. Er ist zugleich die einzige Art der Gattung in Europa. Weitere Arten kommen in Nordamerika und den Tropen vor. Die meisten Arten sind zumindest jung essbar. Der Gattungsname ehrt den sowjetrussischen Botaniker Apollinari Semjonowitsch Bondarzew, auch Apollinarij Semionovich Bondartsev (*russ. Аполлинарий
Семёнович Бондарцев) (1877–1968).

## Merkmale

### Makroskopische Merkmale
Die einjährigen Fruchtkörper werden aus einem Bündel rosettig angeordneter, muschel- oder zungenförmiger Hüte gebildet, die aus einem gemeinsamen Stiel entspringen. Die bis zu 20 cm langen und 0,4–2 cm dicken Hüte sind glatt oder filzig und ockergelb, rötlich-braun oder graubraun gefärbt. Die Fruchtschicht (Hymenophor) besteht aus abgerundeten bis eckigen, weißen Poren, das Sporenpulver ist weißlich.
Der Stiel ist 10 cm lang und 2–5 cm dick. Das cremefarbene Fleisch ist hart und verfärbt sich nicht, ganz im Gegensatz zu dem schwärzenden Fleisch des ähnlich aussehenden Riesenporlings. Es hat einen nussartigen Geruch. Einige Bergporlingsarten milchen bei Verletzung genauso wie die Milchlinge. Das Fleisch schmeckt mild bis sehr scharf.

### Mikroskopische Merkmale
Die amyloiden Sporen sind 5–8 µm lang und 5–7 µm breit. Sie sind rundlich bis fast kugelig und warzig, gratig oder flügelig ornamentiert. Das Hyphensystem ist dimitisch. Neben den hyalinen, nicht aufgeblasenen, generative Hyphen kommen dickwandige Skeletthyphen vor, Schnallen fehlen. Die endständigen Basidien sind 30–55 µm lang und tragen an ihrer Spitze vier gekrümmte Sterigmen. Sterile Hymenialelemente wie Zystiden oder Hyphidien kommen nicht vor, aber zumindest einige Arten haben Lactiferen, die sich mit Sulfovanillin schwach anfärben lassen.

## Ökologie und Verbreitung
Bergporlinge wachsen als Schwächeparasit oder als Saprobiont am Fuße lebender Stämme, an Stümpfen oder an absterbenden oder bereits toten Wurzeln. Die Pilze sind also, wie die nah verwandten Wurzelschwämme, Wurzelparasiten, allerdings treten sie als Holzschädlinge kaum in Erscheinung. Als Wirte können sowohl Laub- als auch Nadelbäume dienen. Der in Europa beheimatete Gemeine Bergporling bevorzugt alte Weißtannen und wächst ausschließlich an Nadelbäumen, während die nordamerikanische Art Bondarzewia berkeleyi an Laubbäumen wächst und Eichen bevorzugt. Im tropischen China findet man den Bergporling Bondarzewia podocarpi an lebenden Steineiben (Podocarpus) wachsend, während die im südlichen Südamerika beheimatete Bondarzewia guaitecasensis ein Parasit der Scheinbuche (Nothofagus) ist.
Bergporlinge erzeugen im befallenen Holz eine intensive Weißfäule und sind von der Initial- bis zum Ende der Finalphase an der Vermorschung beteiligt.

## Systematik
Seit Rolf Singer die Gattung Bondarzewia 1940 definierte, schenkten zahlreiche Taxonomen der Gattung ihre Aufmerksamkeit. Das führte dazu, dass sie 1957 durch F. Kotlába und Z. Pouzar zur Typgattung der neuen Familie Bondarzewiaceae gemacht wurde.
J.A. Stalpers verglich 1979 die Eigenschaften von Heterobasidion und Bondarzewia und erkannte, dass beide Gattungen ein dimitisches Hyphensystem, poroide Fruchtkörper und amyloide, ornamentierte Sporen haben, während Schnallen und Zystiden fehlen. Außerdem hatten beide Gattungen eine spinigerartige Nebenfruchtform (Anamorphe) und eine parasitische Lebensweise. Weitere Ähnlichkeiten sind das Erzeugen einer Weißfäule und die Bildung einer Laccase.
Ähnliche Merkmale fand er auch bei Laurilia, Echinodontium, Wrightoporia und der tropischen Gattung Amylaria, die korallenförmige Fruchtkörper besitzt, und vereinte sie alle in der Familie der Bondarzewiaceae.
Die Gattung wurde auch molekularbiologisch von verschiedenen Arbeitsgruppen untersucht, wobei man teilweise zu unterschiedlichen Ergebnissen kam. Larsson und Larsson (2003) und Miller et al. (2006) verwendeten die 5.8S, ITS2 und die große Untereinheit der rDNA-Gene für ihre phylogenetische Untersuchung und fanden, dass die Gattungen Bondarzewia, Heterobasidion, Laurilia und Echinodontium eine gemeinsame Abstammungslinie bilden, die sich in zwei Äste aufspaltet, in die Gattungen Bondarzewia und Heterobasidion mit dimitischen Hyphensystem und die Gattungen Laurilia und Echinodontium, die ein trimitisches Hyphensystem besitzen. Die Gattung Wrightoporia stellte sich als reines Formtaxon heraus, das in mehrere Abstammungslinien zerfällt.
Andere Untersuchungen zeigen hingegen, dass Bondarzewia und Heterobasidion eine Abstammungslinie bilden, die aber immer getrennt von den Arten der Gattung Echinodontium und Laurilia ist.

## Arten
Bondarzewia podocarpi
Die Fruchtkörper sind gewöhnlich konsolenartig, bisweilen haben sie eine rudimentäre, stielartige Basis. Die Poren sind klein (meist 2 pro Millimeter) In der Fruchtschicht (Hymenium) sind Zystidiolen vorhanden. Die Basidien sind nur 35 µm lang. Die Art ist im tropischen China verbreitet und wächst an Steineiben.
Die folgenden Arten haben gewöhnlich gestielte Fruchtkörper, Zystidiolen fehlen und die Basidien sind länger als 35 µm. Die Arten sind in der temperaten Klimazone auf der Nord- oder Südhalbkugel verbreitet.
Bondarzewia guaitecasensis
Die Basidiosporen haben kurze und stumpfe Dornen (kleiner 1 µm). Die Art ist im südlichen Südamerika (Chile, Argentinien) verbreitet und wächst an Scheinbuchen (Nothofagus).
Bondarzewia berkeleyi
Die Basidiosporen haben spitze und über 1 µm lange Dornen. Die Fruchtkörper wachsen in großen, dachziegelartig angeordneten Büscheln meist an der Basis von Eichen. Die Hüte sind überwiegend ockerfarben. Die Art ist im temperaten, östlichen Nordamerika verbreitet.
Bondarzewia mesenterica
Die Fruchtkörper entspringen meist aus einem einzigen Stiel und wachsen an der Basis von Nadelbäumen. Der Hut ist mehr rötlich-braun gefärbt. Die Art ist fast auf der ganzen Nordhalbkugel (Europa, Nordasien und Nordamerika) verbreitet.